# Uğur Güneş (actor)
Uğur Güneş (10 de novembre de 1987) és un actor turc. Va arribar a la fama interpretant el personatge de Tugtekin Bey a Diriliş: Ertuğrul pel qual va rebre el premi al millor actor de l'any pel Ministeri de Joventut d'Ankara. Güneş va rebre un gran reconeixement per la seva actuació a la sèrie de televisió İsimsizler i va rebre el premi especial del jurat als Young Turkey Summit Academy Awards 2017. Va rebre el premi al millor trio de sèries pel seu paper a Bir Zamanlar Çukurova a la 24a edició. Cerimònia de lliurament dels premis Lent d'Or 2019.

## Vida personal
Uğur Güneş va passar la seva infantesa a Ankara. Té un germà i una germana. Va començar a actuar a l'Ankara Art Theatre per suggeriment d'un amic. Després de graduar-se a l'Escola d'Idiomes, Història i Teatre de la Universitat d'Ankara, Güneş es va dedicar a la interpretació.

## Carrera
Güneş va debutar a la televisió amb la sèrie dramàtica turca Yeniden Başla (Comença de nou), que es va emetre a TRT el 2011. A continuació, va aparèixer a la sèrie de televisió ATV Benim İçin Üzülme (No estiguis trist per mi). L'espectacle va continuar durant 2 temporades. Güneş va fer la seva primera aparició al cinema amb Tamam miyiz? (Estem bé?) el 2013 i més tard va aparèixer a la pel·lícula de terror turca Şeytan-ı Racim (Diable) el mateix any. Es va fer popular amb el seu paper de Tugtekin Bey al popular drama històric turc Diriliş: Ertuğrul (Resurrecció: Ertuğrul) i va rebre el premi al millor actor del Ministeri de Joventut i Esports el 2016. El 2014 va interpretar el personatge de Çetin a la sèrie de televisió Urfalıyam Ezelden (Devot). També va treballar en una mini sèrie de televisió Seddülbahir 32 Saat el 2016. Va interpretar el personatge de Fatih a la sèrie de televisió d'acció İsimsizler (Nameless Squad). Finalment, va començar a la sèrie de televisió Bir Zamanlar Çukurova el 2018 i va guanyar els elogis de la crítica. També va interpretar a Cemal Tunalı, un personatge patriòtic de la pel·lícula Cep Herkülü: Naim Süleymanoğlu, basada en la vida de Naim Süleymanoğlu .

## Filmografia
| sèries de televisió | sèries de televisió   | sèries de televisió |
| Curs                | Títol                 | Rol                 |
| ------------------- | --------------------- | ------------------- |
| 2011                | Yeniden Basla         | Eray                |
| 2012–2013           | Benim İçin Üzülme     | Şiyar               |
| 2014                | Urfalıyam Ezelden     | Çetin               |
| 2015                | Seddülbahir 32 Saat   | Hüseyin             |
| 2015–2016           | Diriliş: Ertuğrul     | Tuğtekin Bey        |
| 2017                | İsimsizler            | Fatih               |
| 2018-2021           | Bir Zamanlar Çukurova | Yılmaz Akkaya       |
| 2021–2022           | Kanunsuz Topraklar    | Davut               |

| Pel·lícula | Pel·lícula                     | Pel·lícula   |
| Curs       | Títol                          | Rol          |
| ---------- | ------------------------------ | ------------ |
| 2013       | Tamam miyiz?                   | Serhat       |
| 2013       | Şeytan-ı Racim                 | Emrah        |
| 2019       | Cep Herkülü: Naim Süleymanoğlu | Cemal Tunalı |

## Premis i nominacions
| Premis | Premis                                      | Premis                         | Premis                | Premis     |
| Curs   | Cerimònia de lliurament de premis           | Categoria                      | Projecte              | Resultat   |
| ------ | ------------------------------------------- | ------------------------------ | --------------------- | ---------- |
| 2016   | Premis del Ministeri de Joventut d'Ankara   | Millor actor de l'any          | Diriliş: Ertuğrul     | Va guanyar |
| 2017   | Premis de l'Acadèmia Young Turkey Summit    | Premi Especial del Jurat       | İsimsizler            | Va guanyar |
| 2019   | Cerimònia de lliurament del premi Lent d'Or | Premi al millor trio de sèries | Bir Zamanlar Çukurova | Va guanyar |